# Birkat Ha Minim
La Birkat Ha Minim è la dodicesima benedizione dell'Amidah.

Secondo il Talmud questa formula fu redatta da Samuele il giovane secondo le indicazioni di Gamaliele II, il capo del Sinedrio dal 70 d.C., e si traduce con: 

## La Ha Minim e i rapporti tra ebrei e cristiani
La Ha Minim nella forma attuale è quella presente nel Talmud Babilonese. Una versione primitiva della benedizione nella liturgia sinagogale è stata ritrovata in un frammento della Ghenizah del Cairo (Egitto) ed aveva forma significativamente diversa:
"Che per gli apostati non ci sia speranza; sradica prontamente ai nostri giorni il regno dell'orgoglio; e periscano in un istante i nozrim e i minim; siano cancellati dal libro dei viventi e con i giusti non siano iscritti. Benedetto sei tu che pieghi i superbi." Come si può notare, accanto ai minim (eretici o dissidenti) si impreca contro i nozrim, i nazareni, cioè i seguaci di Gesù di Nazareth, a cui venne inflitta la scomunica poiché, pur pretendendo di rimanere dentro la sinagoga, la dividevano nella fede, proteggevano i "gentili", soprattutto i romani, e distruggevano il principio dogmatico della habdàlàh ossia la separazione tra circoncisi e non.
La comunità giudeo-cristiana frequentava infatti il Tempio e le sinagoghe.
L'introduzione nella "Tefillah" (=preghiera) di una preghiera aggiuntiva (nella numerazione antica era la diciannovesima "benedizione"), due decenni dopo la distruzione del Tempio, sembra essere stata fatta proprio come maledizione contro la setta eretica dei giudeo-cristiani, sia per tenerli lontani dalla sinagoga, sia per proclamare formalmente la rottura definitiva tra le due religioni. Questa ipotesi è stata già formulata nel Medioevo da Maimonide e ripresa ai nostri giorni dal rabbino americano J. Petuchowski.
Preghiere ebraiche contro gli ebrei convertiti al cristianesimo sono menzionate anche da Giustino, Girolamo e Epifanio di Salamina. Altri studiosi, però, ritengono che la menzione dei Nazareni non sia originaria, ma sia stata aggiunta successivamente, senza riuscire tuttavia a precisare quando. La sostanza, tuttavia, non cambierebbe, in quanto i cristiani sarebbero stati implicitamente compresi fra gli eretici (i "minim").